# Tajniacy
Tajniacy (Spooks) – brytyjski serial sensacyjny produkowany przez firmę Kudos na zlecenie BBC i emitowany po raz pierwszy w latach 2002-2011 na antenie BBC One. Wyprodukowano 86 odcinków podzielonych na 10 serii. Serial był czterokrotnie nominowany do Nagrody Telewizyjnej BAFTA w kategorii najlepszy serial dramatyczny. Otrzymał ją raz, w 2003 roku. 

## Opis fabuły
Serial opowiada o życiu i pracy agentów Security Service, potocznie znanej jako MI-5, brytyjskiej elitarnej służby specjalnej zajmującej się zwalczaniem zagrożeń wewnątrz Wielkiej Brytanii, w tym walką z terroryzmem i działalnością kontrwywiadowczą. W odróżnieniu od wielu innych filmów i seriali rozgrywających się w tym środowisku, w Tajniakach szczególny nacisk położono na mniej widowiskowy, ludzki i osobisty aspekt pracy agentów. Kolejne odcinki ukazują nie tylko misternie przygotowywanie, często spektakularne akcje, lecz także życiowe dramaty stojących za nimi ludzi. W serialu widać bolesne wybory i osobiste wyrzeczenia ludzi, którzy często w służbie ojczyźnie poświęcają swoje osobiste szczęście, nierzadko działając wbrew własnej moralności i żyjąc z kilkunastoma różnymi zestawami dokumentów i fikcyjnymi życiorysami. Fabuła dotyka również kwestii związanych z politycznym wykorzystywaniem służb oraz negatywnych zmian, jakie zaszły w nich epoce globalnej wojny z terroryzmem. 

## Obsada
Obsada serialu ulegała wielokrotnym i bardzo poważnym zmianom w trakcie jego dziewięcioletniej emisji. Odejścia aktorów z serialu były ułatwione faktem, iż wykonywana przez bohaterów praca jest wyjątkowo ryzykowna, a zatem uśmiercanie ich przez scenarzystów nie stanowiło poważniejszego problemu. Poniższa lista uwzględnia wszystkich aktorów grających istotne, stałe role na przestrzeni jego historii: 
- Peter Firth jako Sir Harry Pearce (2002-2011)
- Lara Pulver jako Erin Watts (2011)
- Max Brown jako Dimitri Levendis (2010-2011)
- Geoffrey Streatfeild jako Calum Reed (2011)
- Lisa Faulkner jako Helen Flynn (2002)
- David Oyelowo jako Danny Hunter (2002-2004)
- Olga Sosnovska jako Fiona Carter (2004-2005)
- Rory MacGregor jako Colin Wells (2002-2006)
- Raza Jaffrey jako Zafar Younis (2004-2007)
- Rupert Penry-Jones jako Adam Carter (2004-2008)
- Alex Lanipekun jako Ben Kaplan (2007-2008)
- Gemma Jones jako Connie James (2007-2008)
- Miranda Raison jako Jo Portman (2005-2009)
- Hermione Norris jako Ros Myers (2006-2009)
- Richard Armitage jako Lucas North (2008-2010)
- Shazad Latif jako Tariq Masood (2008-2010)
- Jenny Agutter jako Tessa Philips (2002-2003)
- Matthew Macfadyen jako Tom Quinn (2002-2004)
- Keeley Hawes jako Zoe Reynolds (2002-2004)
- Shauna Macdonald jako Sam Buxton (2003-2005)
- Hugh Simon jako Malcolm Wynn-Jones (2002-2010)
- Sophia Myles jako Beth Bailey (2010)

### Występy gościnne
Wśród aktorów, którzy pojawili się w serialu gościnnie w mniejszych rolach, znaleźli się m.in. Hugh Laurie, Tim McInnerny, Martine McCutcheon czy Anthony Head. 

## Produkcja
Charakterystyczną cechą serialu jest brak jakichkolwiek napisów początkowych (z wyjątkiem planszy z tytułem) i końcowych (z wyjątkiem planszy z logotypami Kudos jako producenta wykonawczego oraz BBC). Zabieg ten jest celowy i ma podkreślać maksymalną anonimowość, jaką muszą zachować agenci służb specjalnych, będący bohaterami serialu. Przez cały okres emisji serial posiadał bardzo rozbudowaną i w znacznym stopniu interaktywną stronę internetową, gdzie obok informacji o obsadzie i twórcach znalazły się m.in. nawiązujące do treści odcinków gry czy materiały na temat pracy prawdziwego MI-5. 
Plenery do serialu kręcone były m.in. na ulicach Londynu, stąd pojawia się w nim wiele spośród najbardziej znanych budynków brytyjskiej stolicy. Obie główne brytyjskie służby specjalne, MI-5 oraz MI-6, zezwoliły na wykorzystanie ujęć swoich autentycznych siedzib (których lokalizacja nie jest zresztą żadną tajemnicą), jednak wyłącznie w dalekich planach zdjęciowych. Twórcy nie mogli natomiast kręcić tam zbliżeń, na czym zależało im zwłaszcza w przypadku gmachu Thames House, siedziby MI-5, która jest w serialu głównym miejscem pracy bohaterów. W efekcie w scenach tych wykorzystywany był gmach Freemasons' Hall w Londynie, utrzymany w podobnym stylu architektonicznym.

## Nagrody i wyróżnienia
- 2003
  - Nagroda Telewizyjna BAFTA w kategorii najlepszy serial dramatyczny
  - Nominacje do Nagrody Telewizyjnej BAFTA w kategoriach najlepsza oryginalna muzyka dla telewizji (Jennie Muskett) oraz montaż w programie/serialu rozrywkowym (Colin Green)
  - Nagroda Królewskiego Towarzystwa Telewizyjnego dla najlepszego serialu dramatycznego
  - Nagroda Magazynu Broadcast dla najlepszego serialu dramatycznego
  - Nagroda Dramatyczna BBC w kategoriach najlepszy dramat i najlepsza strona internetowa dramatu
- 2005
  - Nominacja do Nagrody Telewizyjnej BAFTA dla najlepszego serialu dramatycznego
- 2006
  - Nominacja do Nagrody Telewizyjnej BAFTA dla najlepszego serialu dramatycznego
- 2008
  - Crime Thriller Awards w kategoriach najlepszy aktor (Rupert Penry Jones) oraz najlepsza aktorka (Hermione Norris)
  - Nominacja do Crime Thriller Awards w kategorii najlepszy dramat kryminalny
  - Nagroda Telewizyjna BAFTA w kategorii Interaktywność
- 2009
  - Nominacje do Nagrody Telewizyjnej BAFTA w kategoriach: najlepszy serial dramatyczny oraz najlepsza oryginalna muzyka dla telewizji (	Paul Leonard-Morgan)
  - Nominacja do Crime Thriller Award w kategorii najlepsza aktorka (Hermione Norris)